# Landkreis Ahrweiler
Landkreis Ahrweiler is een Landkreis in de Duitse deelstaat Rijnland-Palts. De Landkreis telt 130.479 inwoners (31 december 2020) op een oppervlakte van 786,95 km². Kreisstadt is Bad Neuenahr-Ahrweiler.
De Landkreis Ahrweiler werd zwaar getroffen tijdens de overstromingen in Noordwest-Europa in juli 2021, toen het hoge water van de Ahr vele huizen overspoelde. In de Landkreis vielen ten minste 90 doden.

## Steden en gemeenten
De volgende steden en gemeenten liggen in de Landkreis (inwoners op 30-06-2006):
Verbandsfreie gemeente/stad
| - 1. Bad Neuenahr-Ahrweiler, stad (27.457) - 2. Grafschaft (11.075) - 3. Remagen, Stad (17.015) - 4. Sinzig, Stad (17.720) |

Verbandsgemeinden
| Bestuurszetel van de Verbandsgemeinde * | |
| - 1. Verbandsgemeinde Adenau 1. Adenau, stad * (2.921) 2. Antweiler (565) 3. Aremberg (251) 4. Barweiler (484) 5. Bauler (46) 6. Dankerath (90) 7. Dorsel (204) 8. Dümpelfeld (669) 9. Eichenbach (67) 10. Fuchshofen (100) 11. Harscheid (146) 12. Herschbroich (312) 13. Hoffeld (332) 14. Honerath (210) 15. Hümmel (539) 16. Insul (461) 17. Kaltenborn (415) 18. Kottenborn (173) 19. Leimbach (542) 20. Meuspath (157) 21. Müllenbach (490) 22. Müsch (225) 23. Nürburg (169) 24. Ohlenhard (160) 25. Pomster (188) 26. Quiddelbach (311) 27. Reifferscheid (601) 28. Rodder (260) 29. Schuld (774) 30. Senscheid (104) 31. Sierscheid (100) 32. Trierscheid (60) 33. Wershofen (897) 34. Wiesemscheid (268) 35. Wimbach (440) 36. Winnerath (65) 37. Wirft (145) | - 2. Verbandsgemeinde Altenahr 1. Ahrbrück (1.248) 2. Altenahr * (1.659) 3. Berg (1.459) 4. Dernau (1.928) 5. Heckenbach (254) 6. Hönningen (1.071) 7. Kalenborn (688) 8. Kesseling (643) 9. Kirchsahr (403) 10. Lind (602) 11. Mayschoß (991) 12. Rech (563) - 3. Verbandsgemeinde Bad Breisig 1. Bad Breisig, stad * (8.938) 2. Brohl-Lützing (2.655) 3. Gönnersdorf (657) 4. Waldorf (933) - 4. Verbandsgemeinde Brohltal 1. Brenk (192) 2. Burgbrohl (3.284) 3. Dedenbach (411) 4. Galenberg (230) 5. Glees (602) 6. Hohenleimbach (361) 7. Kempenich (1.892) 8. Königsfeld (620) 9. Niederdürenbach (1.025) 10. Niederzissen * (2.735) 11. Oberdürenbach (621) 12. Oberzissen (1.092) 13. Schalkenbach (855) 14. Spessart (769) 15. Wassenach (1.139) 16. Wehr (1.140) 17. Weibern (1.587) |